# 東浦町立東浦中学校
東浦町立東浦中学校（ひがしうらちょうりつひがしうらちゅうがっこう）は、愛知県知多郡東浦町にある公立の中学校である。

## 概要
三学期制の学校で、24の部活動が存在する。生徒のほとんどが、愛知県知多郡東浦町の東浦町立片葩小学校、東浦町立石浜西小学校、東浦町立生路小学校、東浦町立藤江小学校のいずれかの小学校の卒業生である。

## 移転
生路地区の東浦文化広場内に移転し、メディアス体育館ひがしうら（町体育館）と複合化させる方針がある。現校舎は1947年の開校当時のものであり老朽化が進んでいることや、学区の北端に位置するため通学距離の長い生徒がいることや、県が公表する高潮や浸水想定区域に含まれることなどが問題となっていた。

## 部活動
- 運動部
  - 野球部
  - 水泳部
  - ハンドボール部（男子）
  - ハンドボール部（女子）
  - サッカー部
  - ソフトテニス部（男子）
  - ソフトテニス部（女子）
  - バレー部（男子）
  - バレー部（女子）
  - バスケットボール部（男子）
  - バスケットボール部（女子）
  - 卓球部（男子）
  - 卓球部（女子）
  - 剣道部
  - 陸上競技部
  - 体力トレーニング部
- 文化部
  - 吹奏楽部
  - 合唱部
  - 家庭科部
  - 美術部
  - 英語部
  - コンピューター部
  - 園芸部

※園芸部、家庭科部は2023年度末をもって廃部

## 交通アクセス
- JR東海武豊線
  - 「石浜駅」より徒歩15分
  - 「緒川駅」より徒歩20分
- 東浦町運行バス「文化センター」より徒歩5分

## 周辺施設
- 東浦町役場
- 於大公園（おだいこうえん）
- 東浦町中央図書館
- 東浦町文化センター
- 東浦町保健センター
- 東浦町福祉センター
- 東浦町勤労福祉会館
- 東浦町郷土資料館
- 東浦町立片葩小学校
- 半田消防署東浦支署
- イオンモール東浦